# Bjarne Lyngstad
Bjarne Lyngstad (* 9. Januar 1901 in Inderøy, Fylke Nord-Trøndelag; † 4. September 1971) war ein norwegischer Politiker der linksliberalen Venstre (V), der acht Jahre lang Mitglied des Storting und 1963 Minister für Kommunales und Arbeit in der Regierung von Ministerpräsident John Lyng sowie zwischen 1965 und 1970 Landwirtschaftsminister in der Regierung von Ministerpräsident Per Borten war. 

## Leben

### Lehrer, Landwirt und Kommunalpolitiker
Lyngstad, Sohn des Landwirts Andreas Lyngstad und dessen Ehefrau Inga Vist, absolvierte nach dem Besuch von Volkshochschule und Landwirtschaftsschule verschiedene Kurse an der Heimvolkshochschule in Askov Sogn, der Friedrich-Schiller-Universität Jena sowie an der Norwegischen Landwirtschaftshochschule (Norges landbrukshøgskole). Nach Abschluss des Studiums wurde er 1926 Lehrer an der Volkshochschule Sund, an der er bis 1940 unterrichtete. Daneben betrieb er von 1930 bis 1970 einen Bauernhof in Inderøy.
Zu dieser Zeit begann er auch seine politische Laufbahn in der Kommunalpolitik und war zwischen 1930 und 1933 sowie erneut von 1936 bis 1945 Mitglied des Gemeinderates von Inderøy und anschließend zwischen 1945 und 1947 Vize-Ortsvorsteher dieser Kommune. Im Anschluss war Lyngstad von 1947 bis 1952 Ortsvorsteher von Inderøy und danach zwischen 1952 und 1955 Mitglied des Gemeindepräsidiums, ehe er von 1955 bis 1961 erneut Vize-Ortsvorsteher von Inderøy war. Zugleich war er zwischen 1953 und 1958 Vorsitzender der Venstre im Fylke Nord-Trøndelag.

### Storting-Mitglied und Minister
Nachdem er zwischen 1954 und 1961 als Kandidat der Venstre Vize-Mitglied des Storting für das Fylke Nord-Trøndelag war, wurde er bei der Wahl vom 11. September 1961 zum Mitglied des Storting gewählt und vertrat in diesem bis zur Wahl am 8. September 1969 acht Jahre lang das Fylke Nord-Trøndelag. 
Daneben war er von 1958 bis zu seinem Tod 1971 Mitglied des Landesvorstandes der Venstre und engagierte sich des Weiteren seit 1958 als Vorsitzender der Eierzentrale von Trøndelag, seit 1959 als Vorsitzender des Norwegischen Geflügelverbandes (Norsk Fjørfeavlslag) sowie schließlich zwischen 1960 und 1971 als Vorsitzender des Ausschusses für die Landwirtschaftsschulen.
Während seiner Parlamentszugehörigkeit war Lyngstad, der von 1960 bis 1963 als Vize-Vorsitzender der Venstre für die Organisation der Partei zuständig war, zwischen dem 6. Januar 1961 und dem 28. August 1963 erstmals Vize-Sekretär des Storting sowie zugleich Vize-Mitglied im Fraktionsvorstand der Venstre.
Am 28. August 1963 wurde Lyngstad von Ministerpräsident John Lyng als Minister für Kommunales und Arbeit (Kommunal- og Arbeidsminister) in dessen Regierung berufen, der er bis zum Ende von Lyngs Amtszeit nur vier Wochen später am 25. September 1963 angehörte.
Im Anschluss war er zwischen dem 25. September 1963 und dem 30. September 1965 abermals Mitglied des Fraktionsvorstandes der Venstre sowie zugleich vom 1. Oktober 1963 bis zum 30. September 1965 erneut Vize-Sekretär des Storting.
Lyngstad wurde am 12. Oktober 1965 von Ministerpräsident Per Borten zum Landwirtschaftsminister (Landbruksminister) in dessen Regierung ernannt. Dieses Ministeramt bekleidete er, bis er im Rahmen einer Kabinettsumbildung am 21. August 1970 von seinem Parteifreund Hallvard Eika abgelöst wurde. 